# 右足エビデンス
「右足エビデンス」（みぎあしエビデンス）は日本の女性アイドル・藤田奈那の楽曲。楽曲は秋元康により作詞、菅井達司により作曲されている。2015年12月23日に藤田のソロデビューシングルとしてYou, Be Cool!/KING RECORDSから発売された。

## 背景とリリース
藤田のソロデビューは、2015年9月16日に横浜アリーナで開催された『第6回AKB48グループ ソロシングル争奪じゃんけん大会in横浜アリーナ〜こんなところで、運なんか使っちゃうのかと思うかもしれないが、とりあえず、勝たなきゃしょうがないだろ?〜』での優勝特典として決まった。AKB48グループメンバーとして13人目のソロデビューとなった。
キャッチコピーは、「じゃんけんに勝ったエビデンス。」
カップリング曲には、じゃんけん大会で2位 - 16位のメンバーが歌唱し、2位の中西智代梨がセンターを務める「君は今までどこにいた?」が収録されている。

## イベント
「右足エビデンス」発売記念イベントが2016年1月27日にAKB48劇場で開催された。イベントには藤田の他にAKB48での同期メンバーである伊豆田莉奈、加藤玲奈が参加した。
イベント参加には、CDに封入されている「発売記念イベント参加抽選券」記載のシリアルナンバーにて応募する方式であった。

## シングル収録トラック
| #         | タイトル                                   | 作詞      | 作曲      | 編曲      | 時間  |
| --------- | ------------------------------------------ | --------- | --------- | --------- | ----- |
| 1.        | 「右足エビデンス」                         | 秋元康    | 菅井達司  | 佐々木裕  | 3:50  |
| 2.        | 「君は今までどこにいた?」(AKB48)           | 秋元康    | 田靡達也  | 若田部誠  | 4:45  |
| 3.        | 「右足エビデンス (off vocal ver.)」        |           | 菅井達司  | 佐々木裕  | 3:47  |
| 4.        | 「君は今までどこにいた? (off vocal ver.)」 |           | 田靡達也  | 若田部誠  | 4:43  |
| 合計時間: | 合計時間:                                  | 合計時間: | 合計時間: | 合計時間: | 17:06 |

| #  | タイトル                               | 作詞 | 作曲・編曲 | 監督     | 時間 |
| -- | -------------------------------------- | ---- | ---------- | -------- | ---- |
| 1. | 「右足エビデンス Music Video」         |      |            | 丸山健志 | 4:24 |
| 2. | 「君は今までどこにいた? Music Video」  |      |            | 三石直和 | 5:56 |
| 3. | 「AKB48グループ 裏じゃんけん大会2015」 |      |            |          |      |